# Amba (rzeka)
Amba (ros. Амба) – rzeka o długości 63 km w rosyjskim Kraju Nadmorskim.
Ma swoje źródła w Sichote-Alinie i płynie do Zatoki Amurskiej Morza Japońskiego.